# Maricopa (Arizona)
Maricopa – miasto w Stanach Zjednoczonych, w stanie Arizona, w hrabstwie Pinal.